# Kem lạnh
Kem lạnh (tiếng Anh: ice cream) hay kem, hay còn gọi là cà rem (hoặc cà lem) (thường ở dạng kem que) là một loại thực phẩm đông lạnh, món ngọt thường dùng làm món ăn nhẹ hoặc món tráng miệng.
Món này có thể được làm từ sữa hoặc kem và có hương vị với chất làm ngọt, đường hoặc chất tạo hương thay thế hoặc các phụ gia thực phẩm khác, chẳng hạn như ca cao hoặc vani. Chất tạo màu thường được thêm vào, ngoài các chất ổn định. Hỗn hợp làm kem được khuấy trộn để kết hợp các không gian không khí và làm mát dưới điểm đóng băng của nước để ngăn không cho tinh thể băng phát hiện được, tạo được thành phẩm là bọt mịn, bán rắn, rắn ở nhiệt độ rất thấp (dưới 2 °C hoặc 35 °F). Hỗn hợp trở nên dễ tạo hình hơn khi nhiệt độ tăng lên.
Trong tiếng Việt, kem lạnh còn được gọi là cà rem (bắt nguồn từ crème) hay cà lem. Tại Hồng Kông và Ma Cao thường được gọi là tuyết cao (雪糕), còn Singapore và Đài Loan thường được gọi băng kỳ lâm (冰淇淋, phiên âm từ tiếng Anh "ice cream"), hai món này được bán rộng rãi nhưng khác nhau.
Ý nghĩa của từ tiếng Anh "ice cream" thay đổi theo từng quốc gia. Các tên gọi như "kem trứng đông lạnh", "sữa chua đông lạnh", "sorbet", "gelato" và những cái tên khác được sử dụng để phân biệt các loại và kiểu khác nhau.
Tại một số nước như Hoa Kỳ, "ice cream" chỉ áp dụng cho một loại cụ thể và hầu hết các chính phủ quy định việc sử dụng thương mại các thuật ngữ khác nhau theo số lượng tương đối của các thành phần chính, đáng chú ý là lượng kem. Theo Đạo luật Liên bang Thực phẩm, Dược phẩm và Mỹ phẩm Hoa Kỳ quy định hàm lượng chất béo sữa trong kem ít nhất là 10% trọng lượng. Các sản phẩm không đáp ứng các tiêu chí để được gọi là kem đôi khi được dán nhãn "món tráng miệng đông lạnh làm từ sữa" (frozen dairy dessert).
Ở các quốc gia khác như Ý và Argentina, một từ được sử dụng cho tất cả các biến thể. Các sản phẩm thay thế tương tự sữa như sữa dê hoặc sữa cừu, hoặc các nguyên liệu thay thế sữa (ví dụ: đậu nành, hạt điều, dừa, sữa hạnh nhân hoặc đậu phụ) đáp ứng những người dị ứng lactose, dị ứng với protein trong sữa hoặc chế độ ăn thuần chay.
Kem lạnh được phục vụ thành nhiều món ăn, có thể dùng thìa hoặc liếm từ kem ốc quế. Ngoài ra cũng có thể chế biến làm bánh táo, hoặc là một thành phần trong cốc soda kem hoặc float kem, kem mứt trái cây (sundae), sữa lắc, bánh kem lạnh và thậm chí các món nướng như bánh kem lạnh nướng Alaska với phần trứng đường meringue phủ lên trên.

### Nam Á

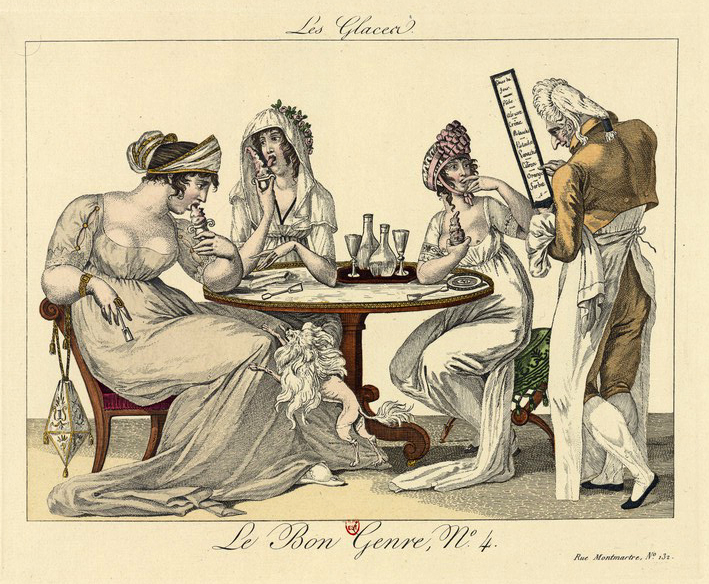
Những quý bà thưởng thức kem trong tranh biếm họa Pháp, 1801.
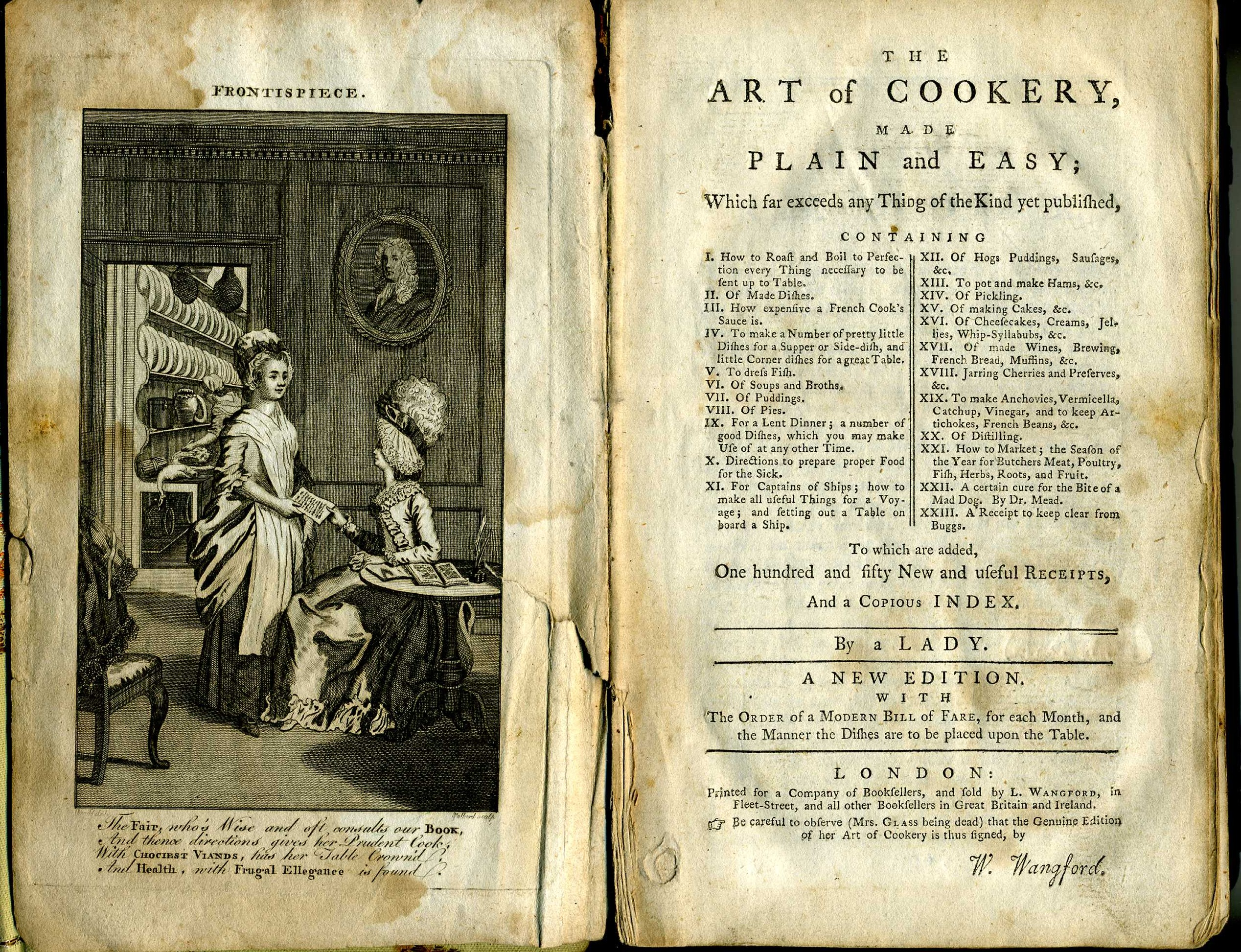
Trang tiêu đề The Art of Cookery của Hannah Glasse
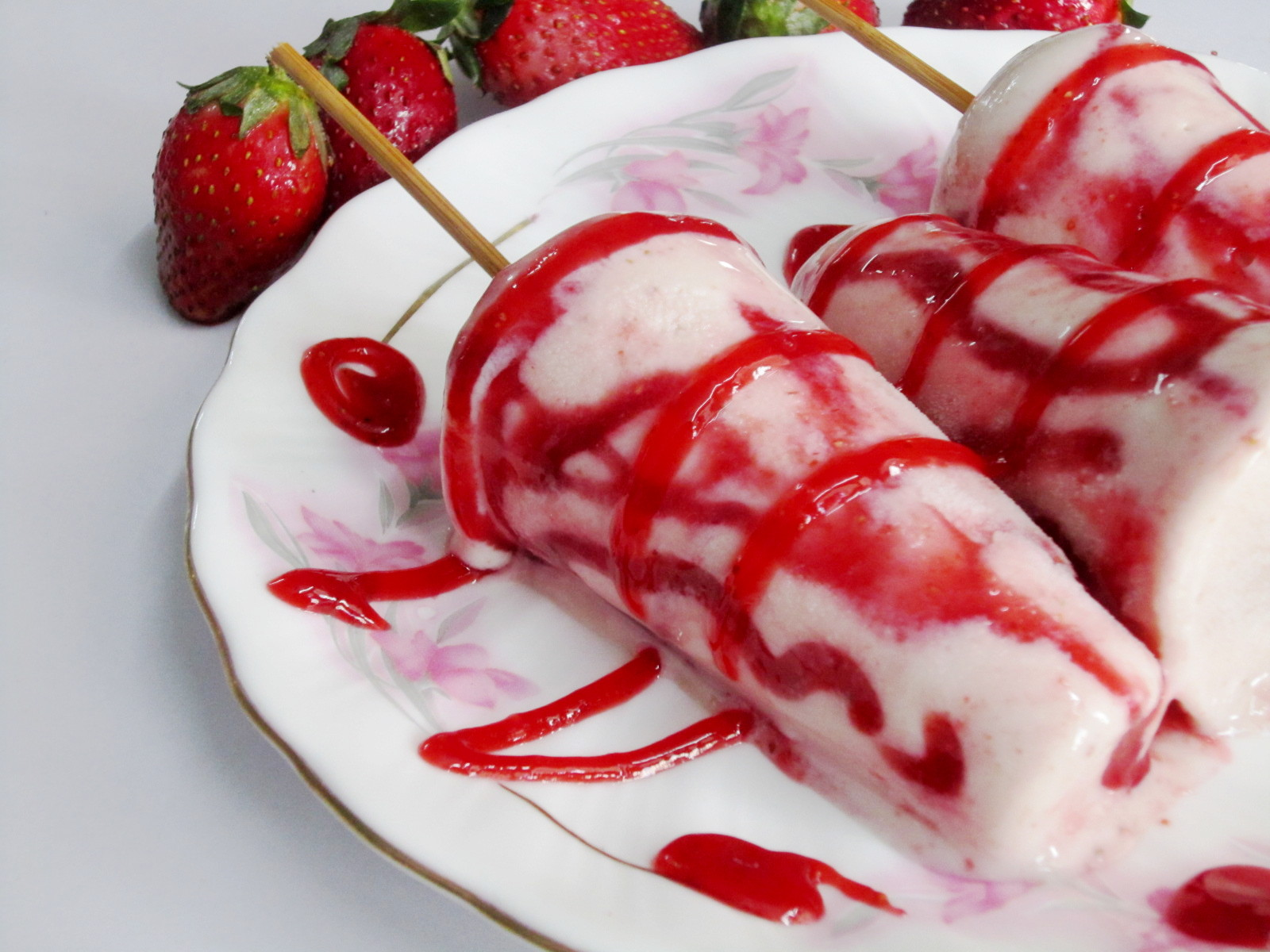
Món Kulfi Ấn Độ với sốt dâu tây

### Phổ biến với đại chúng

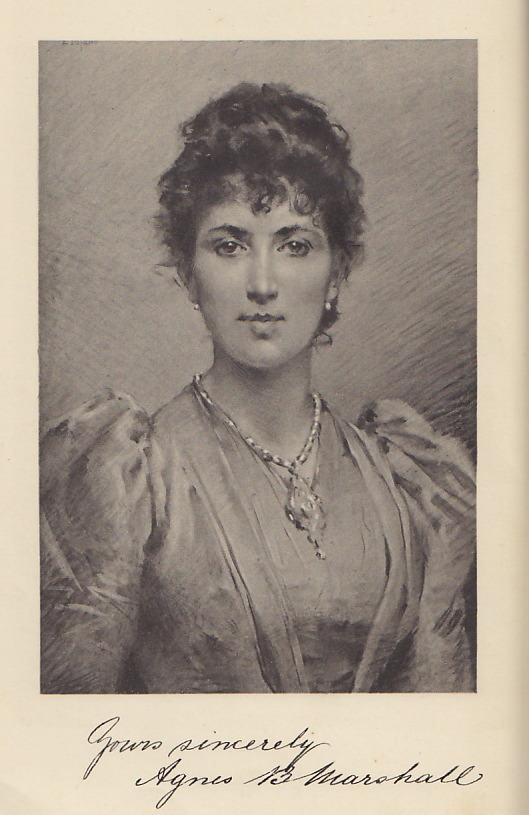
Agnes Marshall, "nữ hoàng nước đá", góp phần khiến kem lạnh trở nên thời thượng
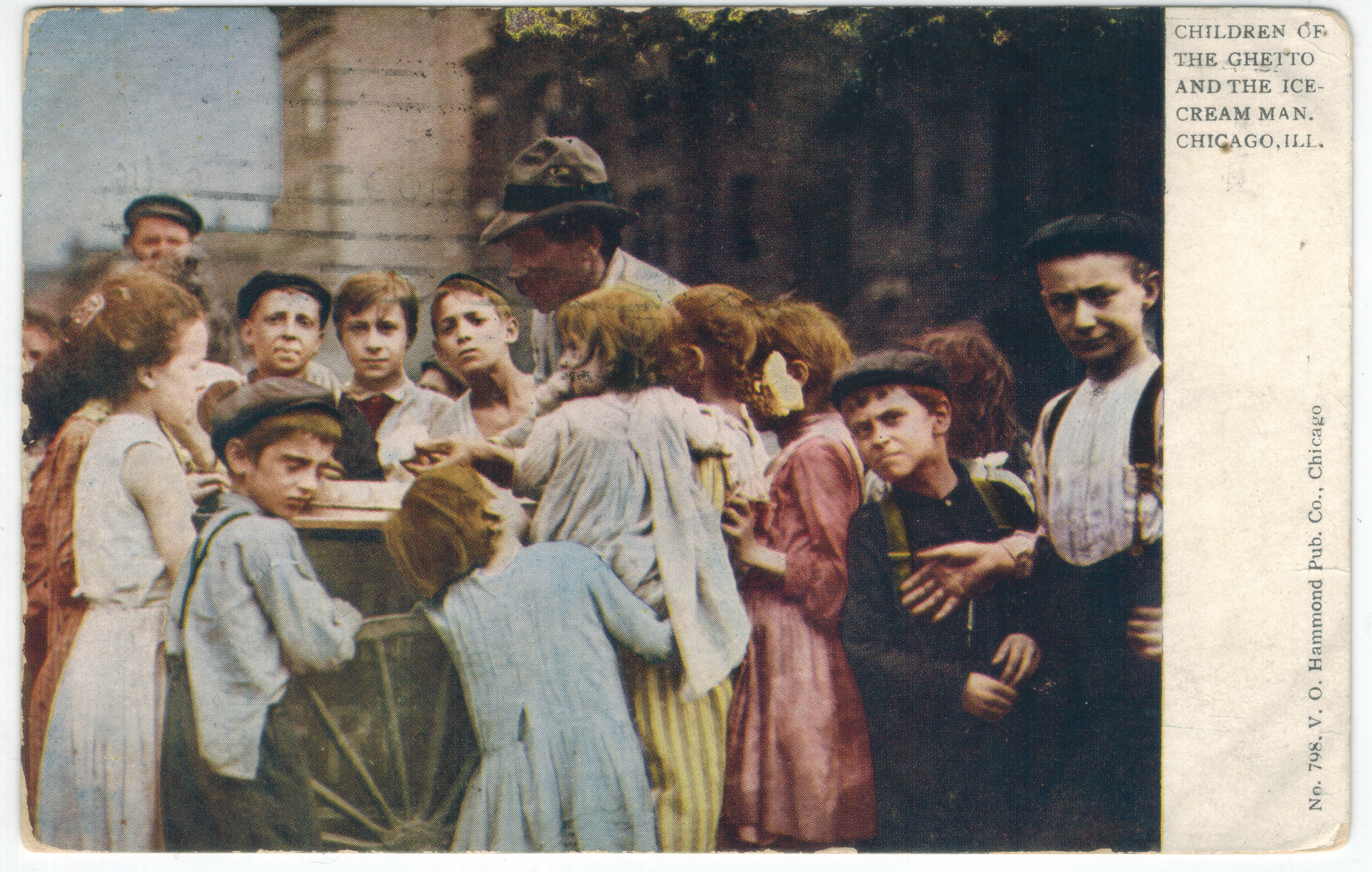
Trẻ em ở Maxwell Street, Chicago vây quanh một người bán kem vào năm 1909

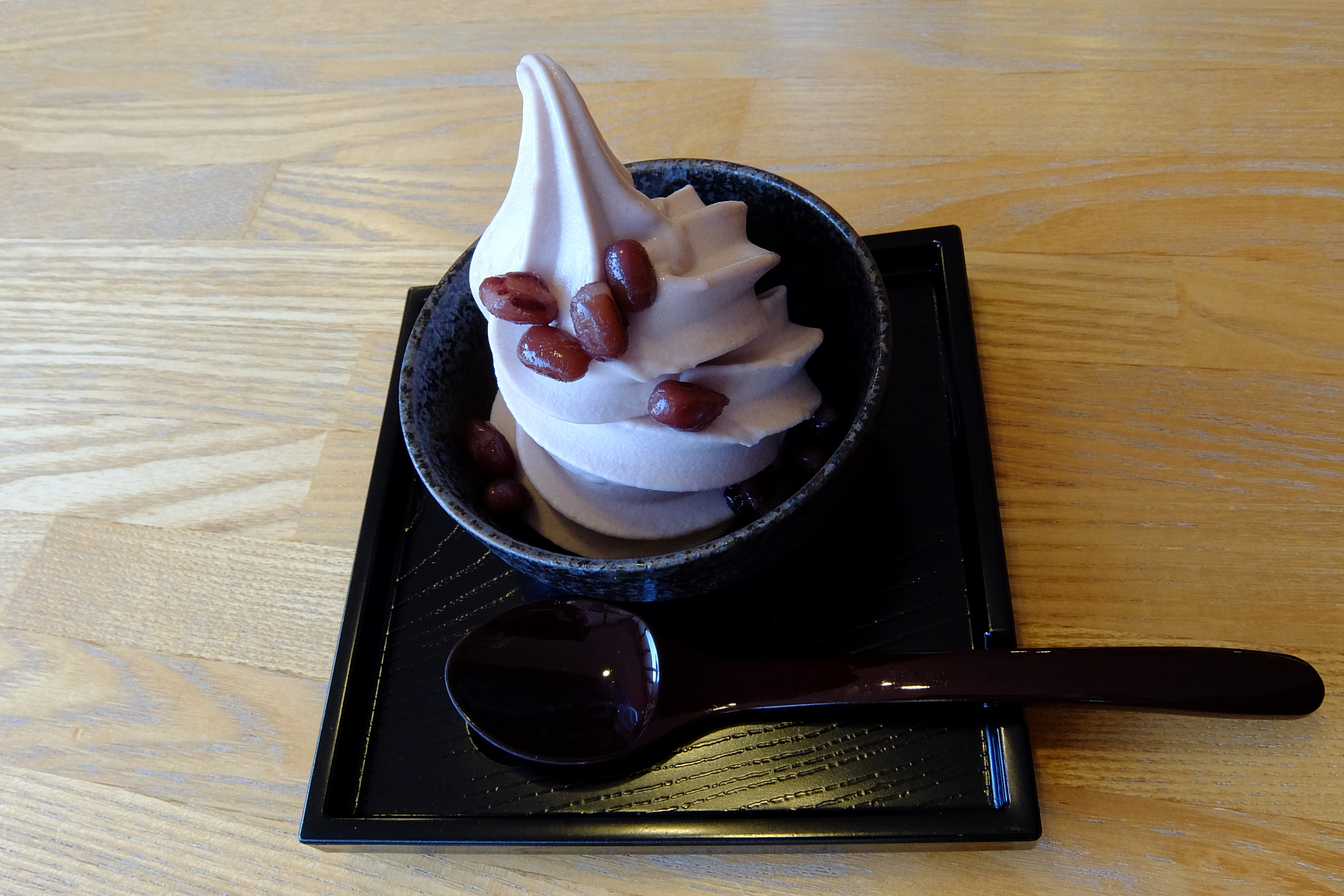
Kem đậu đỏ tại Bảo tàng Azuki ở Himeji, quận Hyogo, Nhật Bản.
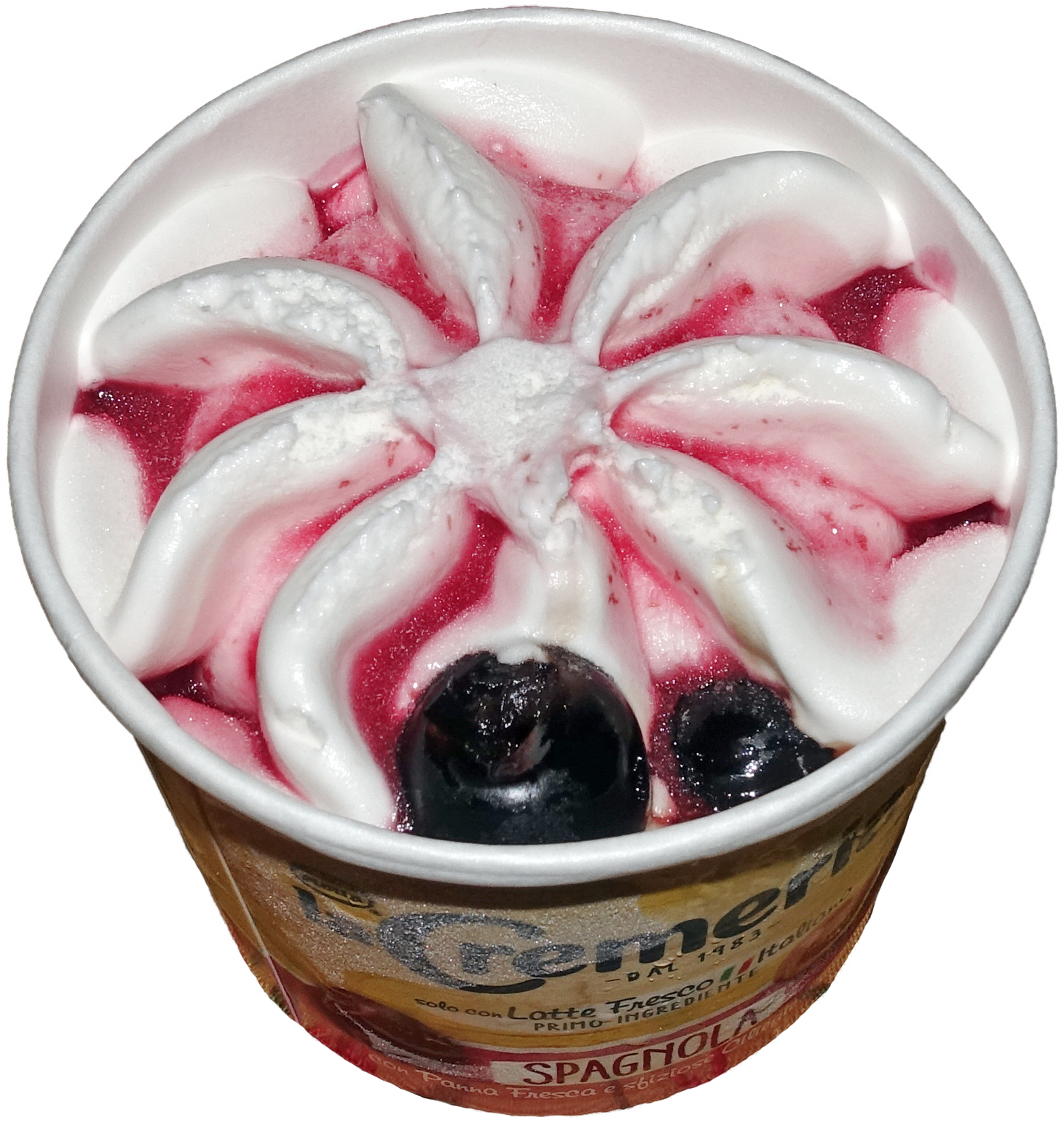
Kem hương vị anh đào.
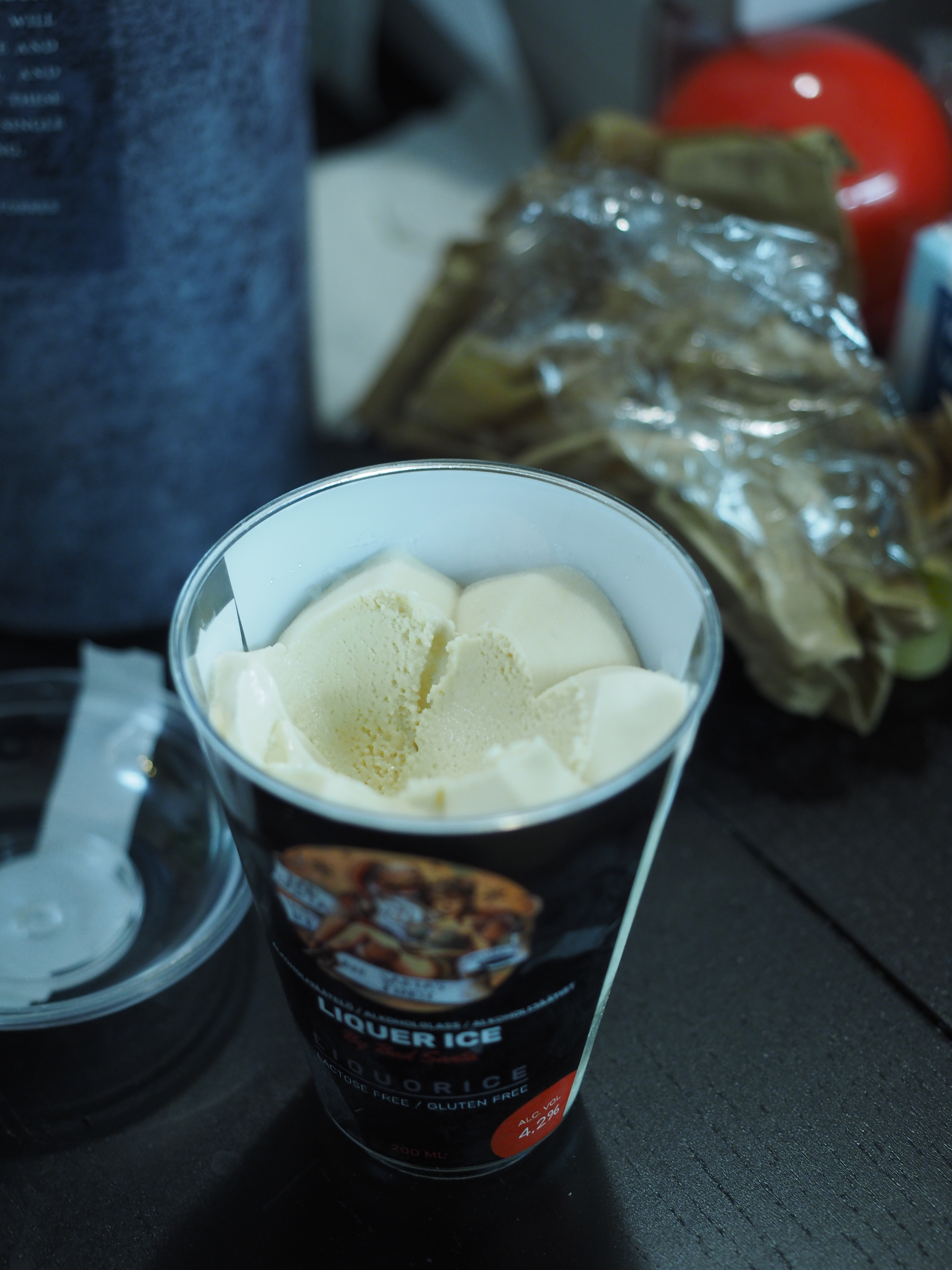
Một hộp kem "Bad Santa" có hương vị cam thảo có chứa rượu.

## Lịch sử